# Prodidomus wunderlichi
Prodidomus wunderlichi là một loài nhện trong họ Gnaphosidae.
Loài này thuộc chi Prodidomus. Prodidomus wunderlichi được Christa Deeleman-Reinhold miêu tả năm 2001.